# Cotton Bowl Classic 2021
Match précédent Match suivant
Le Cotton Bowl Classic 2021 est un match de football américain de niveau universitaire joué après la saison régulière de 2021, le 31 décembre 2021 au AT&T Stadium situé à Arlington dans l'État du Texas aux États-Unis. 
Il s'agit de la 86e édition du Cotton Bowl Classic.
Le match constitue une des demi-finales du College Football Playoff. Son vainqueur affronte ensuite le vainqueur de l'Orange Bowl 2021 lors du College Football Championship Game 2022 joué le 10 janvier 2022 au Lucas Oil Stadium situé à Indianapolis dans l'État de l'Indiana.
Le match met en présence l'équipe des Bearcats de Cincinnati issue de l'American Athletic Conference  (première équipe du Group of 5 participant au CFP) et l'équipe du Crimson Tide de l'Alabama issue de la Southeastern Conference. Il débute à 15 h 30 locales et est retransmis à la télévision par ESPN .
Sponsorisé par la société Goodyear Tire and Rubber Company, le match est officiellement dénommé le 2021 College Football Playoff Semifinal at the Goodyear Cotton Bowl Classic.
Alabama gagne le match sur le score de 27 à 10.

## Présentation du match
Il s'agit de la 6e rencontre entre ces deux équipes, Alabama ayant remporté les cinq premiers matchs, ;
| Équipes                                                                                                   | Rosters | Conférences | Entraîneurs                   | Stats. saison rég. | Classements avant le bowl | Classements avant le bowl | Classements avant le bowl |
| --- | ------- | ----------- | ----------------------------- | ------------------ | ------------------------- | ------------------------- | ------------------------- |
| Équipes                                                                                                   | Rosters | Conférences | Entraîneurs                   | Stats. saison rég. | CFP                       | AP                        | Coaches                   |
| Bearcats de Cincinnati                                                                                    | Lien    | AAC         | Luke Fickell (en) (5e saison) | 13 - 0             | no 4                      | no 4                      | no 4                      |
| Crimson Tide de l'Alabama                                                                                 | Lien    | SEC         | Nick Saban (15e saison)       | 12 - 1             | no 1                      | no 1                      | no 1                      |
| - Arbitre : Steve Strimling (Pac-12) - Équipe donnée favorite par les bookmakers : Alabama par 13½ points |         |             |                               |                    |                           |                           |                           |

| Saison | Date              | Vainqueur | Score   | Perdant    | Compétition      |
| ------ | ----------------- | --------- | ------- | ---------- | ---------------- |
| 1990   | 17 novembre 1990  | Alabama   | 45 - 07 | Cincinnati | Saison régulière |
| 1985   | 21 septembre 1985 | Alabama   | 45 - 10 | Cincinnati | Saison régulière |
| 1984   | 17 novembre 1984  | Alabama   | 29 - 07 | Cincinnati | Saison régulière |
| 1982   | 23 octobre 1982   | Alabama   | 21 - 03 | Cincinnati | Saison régulière |
| 1908   | 17 octobre 1908   | Alabama   | 16 - 0  | Cincinnati | Saison régulière |

### Bearcats de Cincinnati
Avec un bilan global en saison régulière de 13 victoires sans défaite (8 victoires en matchs de conférence), Cincinnati est éligible et accepte l'invitation pour participer au Cotton Bowl Classic de 2021.
Ils terminent 1er de l'American Athletic Conference et remportent la finale de conférence jouée contre les #20 du pays, les Cougars de Houston (35-20).
À l'issue de la saison 2021 (bowl non compris), ils seront classés #4 aux classements CFP, AP et Coaches.
C'est leur première apparition au Cotton Bowl Classic ainsi qu'à une demi-finale du CFP.
| Logo     | Postes      | Joueurs                                            | Statistiques                                                      |
| -------- | ----------- | -------------------------------------------------- | ----------------------------------------------------------------- |
|          | Quarterback | Desmond Ridder                                     | 234/355 passes réussies pour 3 190 yards, 30 TDs, 8 interceptions |
| Coureur  | Jerome Ford | 200 courses pour 1 242 yards nets gagnés et 19 TDs |                                                                   |
| Receveur | Alec Pierce | 50? réceptions pour 867 yards et 8 TDs             |                                                                   |

### Crimson Tide de l'Alabama
Avec un bilan global en saison régulière de 12 victoires et 1 défaite (en matchs de conférence), Alabama est éligible et accepte l'invitation pour participer au Cotton Bowl Classic de 2021. Ils terminent 1er de la Division Ouest de la Southeastern Conference et remporte 41 à 24 ensuite la finale de conférence jouée contre les Bulldogs de la Géorgie classés à ce moment no 1 du pays.
À l'issue de la saison 2021 (bowl non compris), ils sont classés # 1 aux classements CFP, AP et Coaches.
C'est leur 9e apparition au Cotton Bowl Classic (4 victoires pour 4 défaites) :
| Saisons | Dates            | Vainqueurs  | Scores  | Finalistes        | Bilan |
| ------- | ---------------- | ----------- | ------- | ----------------- | ----- |
| 2015    | 31 décembre 2015 | #2 Alabama  | 38 - 0  | #3 Michigan State | 4 - 4 |
| 2005    | 2 janvier 2006   | #8 Alabama  | 13 - 10 | #20 Texas Tech    | 3 - 4 |
| 1981    | 1er janvier 1982 | #6 Texas    | 14 - 12 | #3 Alabama        | 2 - 4 |
| 1980    | 1er janvier 198  | #9 Alabama  | 30 - 02 | #6 Baylor         | 2 - 3 |
| 1972    | 1er janvier 1973 | #7 Texas    | 17 - 13 | #4 Alabama        | 1 - 3 |
| 1967    | 1er janvier 1968 | Texas A&M   | 20 - 16 | #8 Alabama        | 1 - 2 |
| 1953    | 1er janvier 1954 | #6 Rice     | 28 - 06 | 13 Alabama        | 1 - 1 |
| 1941    | 1er janvier 1942 | #20 Alabama | 29 - 21 | #13 Alabama       | 1 - 0 |

C'est leur 7e participation au College Football Playoff, Alabama ayant remporté trois finale (sur 5 disputées) et ayant perdu 1 demi-finale :
| Saisons | Demi-finale         | Demi-finale              | Demi-finale | Finale              | Finale      | Bilan       |
| ------- | ------------------- | ------------------------ | ----------- | ------------------- | ----------- | ----------- |
| Saisons | Bowl                | Adversaire               | Résultat    | Adversaire          | Résultat    | Bilan       |
| 2014    | Sugar Bowl          | #4 Ohio State (12–1)     | P : 42 - 35 | -                   | -           | ½ finaliste |
| 2015    | Cotton Bowl Classic | #3 Michigan State (12–1) | V : 38 - 0  | #1 Clemson (14–0)   | V : 45 - 40 | Champion    |
| 2016    | Peach Bowl          | #4 Washington (12–1)     | V : 24 - 07 | #2 Clemson (13–1)   | D : 35 - 31 | Finaliste   |
| 2017    | Sugar Bowl          | 1# Clemson (12–1)        | V : 24 - 06 | #3 Georgia (13–1)   | V : 26ET23  | Champion    |
| 2018    | Orange Bowl         | #4 Oklahoma (12–1)       | V : 45 - 34 | #2 Clemson (14–0)   | D : 44 - 16 | Finaliste   |
| 2020    | Rose Bowl           | #4 Notre Dame (10–1)     | V : 31 - 14 | #3 Ohio State (7–0) | V : 52 - 24 | Champion    |

| Logo     | Postes           | Joueurs                                            | Statistiques                                                      |
| -------- | ---------------- | -------------------------------------------------- | ----------------------------------------------------------------- |
|          | Quarterback      | Bryce Young                                        | 314/462 passes réussies pour 4 322 yards, 43 TDs, 4 interceptions |
| Coureur  | Brian Robinson   | 223 courses pour 1 071 yards nets gagnés et 14 TDs |                                                                   |
| Receveur | Jameson Williams | 68 réceptions pour 1 445 yards et 15 TDs           |                                                                   |

## Résumé du match
Résumé, photos et vidéo sur le site francophone The Blue Pennant.
Début du match à  14 h 40 locales, fin à  17 h 58 locales pour une durée totale de jeu de 3 h 18 min.
Températures de 22 degrés Celsius (72 °F) , stade fermé.
| QT            | Temps         | Drive         | Drive         | Drive         | Équipe        | Description de l'action                                                                                        | Score | Score |
| ------------- | ------------- | ------------- | ------------- | ------------- | ------------- | --- | ----- | ----- |
| QT            | Temps         | Jeux          | Yards         | TDP           | Équipe        | Description de l'action                                                                                        | CIN   | ALA   |
| 1             | 09:51         | 11            | 75            | 05:09         | ALA           | TD de 8 yards par le WR Slade Bolden (passe du QB Bryce Young + 1 pt de conversion par le K Will Reichard)     | 0     | 7     |
| 1             | 04:52         | 13            | 60            | 04:59         | CIN           | FG de 33 yards par le K Cole Smith                                                                             | 3     | 7     |
|               |               |               |               |               |               | |       |       |
| 2             | 14:56         | 13            | 67            | 04:56         | ALA           | FG de 26 yards par le K Will Reichard                                                                          | 3     | 10    |
| 2             | 01:36         | 8             | 94            | 02:03         | ALA           | TD de 44 yards par le WR Ja'Coray Brooks (passe du QB Bryce Young + 1 pt de conversion par le K Will Reichard) | 3     | 17    |
|               |               |               |               |               |               | |       |       |
| 3             | 09:57         | 11            | 56            | 05:03         | CIN           | FG de 37 yards par le K Cole Smith                                                                             | 6     | 17    |
|               |               |               |               |               |               | |       |       |
| 4             | 13:52         | 9             | 70            | 04:02         | ALA           | TD de 9 yards par le TE Cameron Latu (passe du QB Bryce Young + 1 pt de conversion par le K Will Reichard)     | 6     | 24    |
| 4             | 06:20         | 9             | 49            | 04:02         | ALA           | FG de 43 yards par le K Will Reichard                                                                          | 6     | 27    |
|               |               |               |               |               |               | |       |       |
| Score final : | Score final : | Score final : | Score final : | Score final : | Score final : | Score final :                                                                                                  | 6     | 27    |

## Statistiques
| Systèmes | Noms               | Postes | Équipe  |
| -------- | ------------------ | ------ | ------- |
| Attaque  | Brian Robinson Jr. | RB     | Alabama |
| Défense  | Will Anderson Jr.  | LB     | Alabama |

| Statistiques                           | Bearcats de Cincinnati                                 | Crimson Tide de l'Alabama                               |
| -------------------------------------- | ------------------------------------------------------ | ------------------------------------------------------- |
| 1er down                               | 13                                                     | 27                                                      |
| 1er down à la course                   | 6                                                      | 16                                                      |
| 1er down à la passe                    | 7                                                      | 10                                                      |
| 1er down suite pénalité                | 0                                                      | 1                                                       |
| Conversion de 3e down                  | 2/12                                                   | 5/13                                                    |
| Conversion de 4e down                  | 0/3                                                    | 1/1                                                     |
| Jeux–yards                             | 58 jeux pour 218 yards                                 | 75 jeux pour 482 yards                                  |
| Yards à la course                      | 26 courses pour 74 yards (moyenne de 2,8 yards/course) | 47 courses pour 301 yards (moyenne de 6,4 yards/course) |
| Yards à la passe                       | 144                                                    | 181                                                     |
| Passes : Réussies-Tentées-Interceptées | 17/32 passes complétées, 0 interception                | 17/28 passes complétées, 1 interception                 |
| Réussite en zone rouge/chances         | 2/2                                                    | 3/3                                                     |
| TD                                     | 0                                                      | 3 (à la passe)                                          |
| Field Goals                            | 2/2                                                    | 2/3                                                     |
| Sacks (Nombre-Yards)                   | 2 sacks effectués pour 8 yards adverses perdus         | 6 sacks effectués pour 38 yards adverses perdus         |
| Fumbles (Nombre/Perdus)                | 0/0                                                    | 1/0                                                     |
| Pénalités (Nombre/Yards perdus)        | 6 pour 39 yards perdus                                 | 6 pour 36 yards perdus                                  |
| Temps de possession                    | 26:19                                                  | 33:41                                                   |

| Bearcats de Cincinnati    |                    |                                                                                                 |
| Quarterback               | Desmond Ridder     | 17/32 passes complétées, 144 yards, 0 interception, 0 TD, 6 sacks subis, évaluation QB de 90,9  |
| Meilleurs coureurs        | Jerome Ford        | 15 courses pour 77 yards nets gagnés, 0 TD, moyenne de 5,1 yards/course                         |
| Meilleurs coureurs        | Desmond Ridder     | 10 courses, -6 yards, 0 TD                                                                      |
| Meilleurs receveurs       | Michael Young      | 4 réceptions pour 55 yards gagnés, 0 TD                                                         |
| Meilleurs receveurs       | Tyler Scott        | 4 réceptions, 43 yards, 0 TD                                                                    |
| Meilleur plaqueur         | Darria Beavers     | 10 tacles dont 4 en solo, 2 TFL (9 yards), 1 sack (6 yards)                                     |
| Crimson Tide de l'Alabama |                    |                                                                                                 |
| Quarterback               | Bryce Young        | 17/28 passes complétées, 181 yards, 1 interception, 3 TDs, 2 sacks subis, évaluation QB 143,2de |
| Meilleurs coureurs        | Brian Robinson Jr. | 26 courses pour 204 yards nets gagnés, 0 TD, moyenne de 7,8 yards/course                        |
| Meilleurs coureurs        | Trey Sanders       | 14 courses pour 67 yards, 0 TD                                                                  |
| Meilleurs coureurs        | Bryce Young        | 6 courses, 12 yards, 0 TD                                                                       |
| Meilleurs receveurs       | Jameson Williams   | 7 réceptions pour 62 yards gagnés, 0 TD                                                         |
| Meilleurs receveurs       | Ja'Corey Brooks    | 4 réceptions , 66 yards, 1 TD                                                                   |
| Meilleurs receveurs       | Slade Bolden       | 3 réceptions, 31 yards, 0 TD                                                                    |
| Meilleur plaqueur         | Brian Branch       | 8 tacles dont 6 en solo, ½ TFL (2 yards), ½ sack (2 yards), 2 pressions sur QB                  |